# Чарльз Гендрі
Чарльз Гендрі (нар. 1959, Сессекс) — міністр з питань енергетики та змін клімату Великої Британії.  

## Життєпис
Навчався у Единбурзькому університеті.
Став членом парламенту у 2001 р.
У 2003-2005 рр. - заступник голови Консервативної партії Великої Британії.